# Филиппов, Иван Максимович

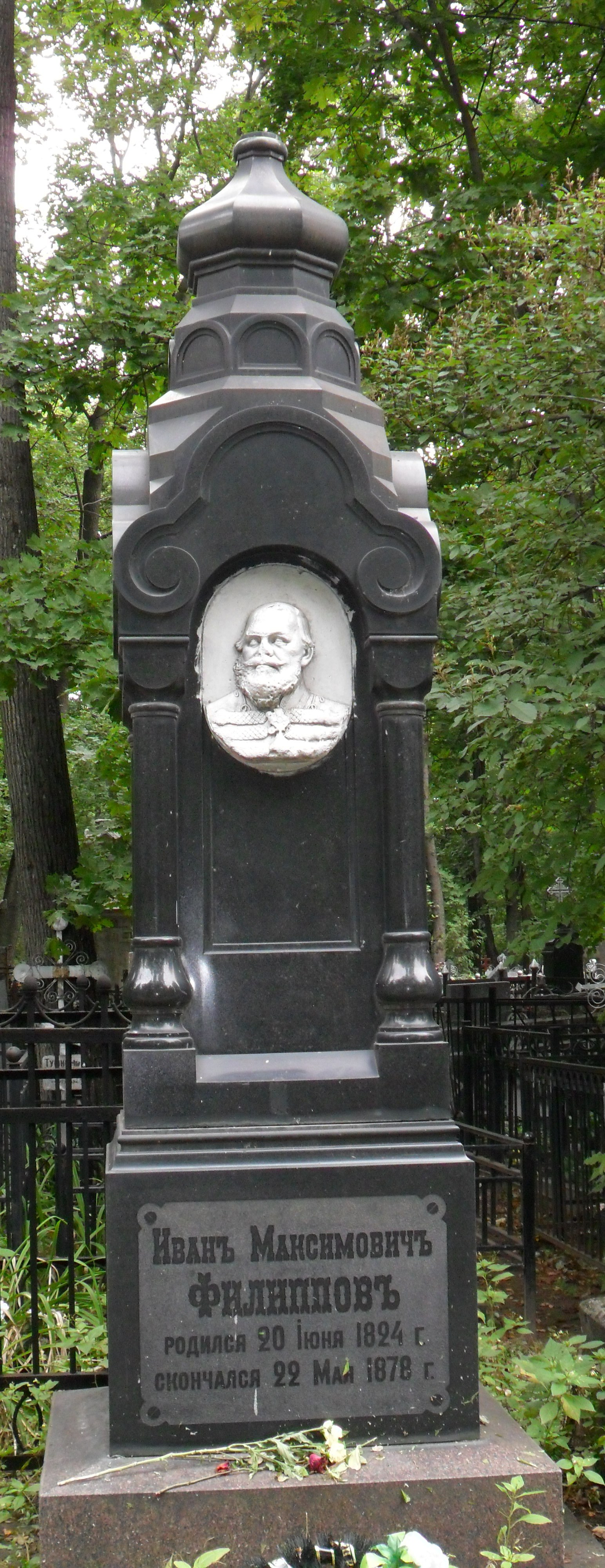
Могила И. М. Филиппова на Ваганьковском кладбище

Иван Максимович Филиппов (20 июня 1824 (в некоторых ист. 1825) д. Кабаново, Малоярославецкий уезд, Калужская губерния — 22 мая 1878, Москва) — русский купец, булочник, меценат.

## Биография
Родился в 1824 (в некоторых источниках 1825) в деревне Кабаново Малоярославского уезда Калужской губернии.
Его отец Максим Филиппов (считающийся родоначальником династии знаменитых булочников Филипповых), бывший крепостной из деревни Кобелево Тарусского уезда Калужской губернии. C 1803 (1806) года занимался выпечкой и продажей вразнос в торговых рядах города пирогов с различной начинкой, а затем и калачей. Первая собственная пекарня появилась на углу Мясницкой улицы и Бульварного кольца. Документы на курень (пекарню) погибли во время пожара в Москве в 1812 году. После его смерти дело продолжил сын Иван.
По документам Московской казённой палаты он уже числится как купец 2-й гильдии и вносит гильдийскую повинность за право торговли и прочее в Тверской части Москвы в сумме 67 рублей 40 копеек. К Московской гильдии купечества он был причислен согласно указу № 12438 Московской казённой палаты от 8 декабря 1867 года.
Семья И. М. Филиппова имела булочные в Москве на Тверской и на Пятницкой в собственном доме.
Иван Филиппов первым организовал хлебный магазин при пекарне.
В 1855 году с соизволения государя Александра II И. М. Филиппов сделался «Поставщиком двора Его Императорского Величества» за высокое качество продукции и широкий ассортимент.
В России словосочетание «булочки от Филиппова» было таким же синонимом качества, как «коньяк от Шустова» или «чай от Абрикосова».
Долгие годы состоял членом совета детских приютов и Сущёвского отделения попечительства о бедных в Москве.
С 1877 года был гласным Городской Думы.
Самой знаменитой является «Филипповская булочная» на Тверской. В настоящее время реконструируется

…На Тверской, против Леонтьевского переулка, высится здание бывшего булочника Филиппова, который его перестроил в конце столетия из длинного двухэтажного дома, принадлежавшего его отцу, популярному в Москве благодаря своим калачам и сайкам. Филиппов был настолько популярен, что известный московский поэт Шумахер отметил его смерть четверостишием, которое знала вся Москва:
Вчера угас ещё один из типов,
Москве весьма известных и знакомых,
Тьмутараканский князь Иван Филиппов,
И в трауре оставил — насекомых...— Владимир Гиляровский, «Москва и москвичи» (глава «Булочники и парикмахеры»)
Умер Иван Филиппов весной 1878 года.
Похоронен на 21-м участке Ваганьковского кладбища.

## Династия
По завещанию Ивана Максимовича владелицей имущества стала его жена Т. И. Филиппова, а фактически управление делами фирмы перешло к сыну Дмитрию Ивановичу Филиппову (1855—1908).
Потомственный Почетный гражданин Москвы.

## Награды
- Орден Святой Анны 2 степени